# HD 130073
HD 130073，又名CD-43 9326，SAO 225183、HR 5509，是一颗恒星，视星等为6.3，位于銀經324.22，銀緯14.46，其B1900.0坐标为赤經14h 41m 1.9s，赤緯-43° 14.46′ 12″。